# Букань
Букань — село в Людиновском районе Калужской области России.
В 2020 году селу присвоено почётное звание Калужской области «Рубеж воинской доблести»

## История
Село Букань образовано в начале XVII века. Расположено на болотистой местности. Заболачивание произошло в постперестроечные годы благодяря пруду, который изменило течение реки Ясенок, часть русла которой ушла в леса у деревни Букань, частично подтопив сам населённый пункт.
В годы войны село стало местом ожесточённых боевых действий. В честь этого в селе после войны установили мемориальную доску Вечной славы. Также была восстановлена братская могила солдат, павших в этих краях.
До Великой Отечественной войны в Букани стоял православный храм Казанской иконы Божией Матери. Храм решили восстановить не в Букани, а уже в райцентре Людиново.
В Букани имеется 6 улиц:
- улица 40 лет Победы
- Волкова
- Дружбы
- Заречная
- Молодёжная
- Молодёжный переулок

В 2007 году в селе прошла Вахта Памяти. За последние 19 лет в окрестностях села было обнаружено 4 тысячи останков бойцов.

## Население
| 2002 | 2010 |
| ---- | ---- |
| 383  | ↘360 |